# Claudio Nolano
Claudio Nolano (Roma, 22 de septiembre de 1975) es un deportista italiano que compitió en taekwondo. Ganó una medalla de bronce en el Campeonato Mundial de Taekwondo de 1995 y tres medallas en el Campeonato Europeo de Taekwondo entre los años 1994 y 2006.

## Palmarés internacional
| Campeonato Mundial | Campeonato Mundial | Campeonato Mundial | Campeonato Mundial |
| Año                | Lugar              | Medalla            | Categoría          |
| ------------------ | ------------------ | ------------------ | ------------------ |
| 1995               | Manila (Filipinas) | Medalla de bronce  | –64 kg             |
| Campeonato Europeo |                    |                    |                    |
| Año                | Lugar              | Medalla            | Categoría          |
| 1994               | Zagreb (Croacia)   | Medalla de plata   | –64 kg             |
| 2002               | Samsun (Turquía)   | Medalla de bronce  | –72 kg             |
| 2006               | Bonn (Alemania)    | Medalla de oro     | –72 kg             |